# Força Lleida CE
Der Força Lleida CE (voller Name: Força Lleida Club Esportiu) ist ein spanischer Basketballverein aus Lleida, Katalonien.

## Geschichte
Der Verein wurde 2012 gegründet. Mit CE Lleida Bàsquet gab es in der Stadt bereits einen Verein, der zeitweise in der Liga ACB spielte, aufgrund finanzieller Probleme den Spielbetrieb jedoch nicht aufrechterhalten konnte. Daraufhin gründete sich Força und übernahm den Startplatz von Lleida Básquet in der zweithöchsten Basketball-Liga Spaniens, wo der Verein seit der Saison 2012/13 spielt.
Der Verein trägt seine Heimspiele im 6100 Plätze bietenden Pavelló Barris Nord aus.